# Collegio uninominale Abruzzo - 03 (2017)
Il collegio elettorale uninominale Abruzzo - 03 è stato un collegio elettorale uninominale della Repubblica Italiana per l'elezione della Camera dei deputati tra il 2017 ed il 2022.

## Territorio
Come previsto dalla legge elettorale italiana del 2017, il collegio era stato definito tramite decreto legislativo all'interno della circoscrizione Abruzzo.
Era formato dal territorio di 19 comuni: Alanno, Cappelle sul Tavo, Catignano, Cepagatti, Città Sant'Angelo, Collecorvino, Cugnoli, Elice, Loreto Aprutino, Montesilvano, Moscufo, Nocciano, Penne, Pescara, Pianella, Picciano, Rosciano, Scafa e Spoltore.
Il collegio era quindi interamente compreso nella provincia di Pescara.
Il collegio era parte del collegio plurinominale Abruzzo - 01.

## Eletti
| Elezione | Elezione | Deputato        | Partito            |
| -------- | -------- | --------------- | ------------------ |
|          | 2018     | Andrea Colletti | Movimento 5 Stelle |
|          | 2021     | Andrea Colletti | Alternativa        |

## Dati elettorali

### XVIII legislatura
Come previsto dalla legge elettorale, 232 deputati erano eletti con sistema a maggioranza relativa in altrettanti collegi uninominali a turno unico.
| Candidati              | Candidati                 | Voti    | %     | Liste                    | Voti    | %     |
| ---------------------- | ------------------------- | ------- | ----- | ------------------------ | ------- | ----- |
|                        | Andrea Colletti ✔️ Eletto | 67 001  | 41,28 | Movimento 5 Stelle       | 67 001  | 41,28 |
|                        | Guerino Testa             | 55 323  | 34,09 | Forza Italia             | 23 144  | 14,26 |
| Lega                   | Guerino Testa             | 55 323  | 34,09 | 22 235                   | 13,70   |       |
| Fratelli d'Italia      | Guerino Testa             | 55 323  | 34,09 | 8 653                    | 5,33    |       |
| Noi con l'Italia - UDC | Guerino Testa             | 55 323  | 34,09 | 1 291                    | 0,80    |       |
|                        | Antonella Allegrino       | 27 796  | 17,13 | Partito Democratico      | 22 542  | 13,89 |
| +Europa                | Antonella Allegrino       | 27 796  | 17,13 | 3 067                    | 1,89    |       |
| Civica Popolare        | Antonella Allegrino       | 27 796  | 17,13 | 1 588                    | 0,98    |       |
| Italia Europa Insieme  | Antonella Allegrino       | 27 796  | 17,13 | 599                      | 0,37    |       |
|                        | Ivano Martelli            | 4 437   | 2,73  | Liberi e Uguali          | 4 437   | 2,73  |
|                        | Francesca Gallerati       | 2 561   | 1,58  | Potere al Popolo!        | 2 561   | 1,58  |
|                        | Laura Cavaliero           | 1 504   | 0,93  | CasaPound                | 1 504   | 0,93  |
|                        | Giovanni Marcotullio      | 1 436   | 0,88  | Il Popolo della Famiglia | 1 436   | 0,88  |
|                        | Lorenzo Pace              | 920     | 0,57  | Partito Comunista        | 920     | 0,57  |
|                        | Beatrice D'Ercole         | 646     | 0,40  | Italia agli Italiani     | 646     | 0,40  |
|                        | Fabio Blasioli            | 376     | 0,23  | 10 Volte Meglio          | 376     | 0,23  |
|                        | Paola Salis               | 305     | 0,19  | Partito Valore Umano     | 305     | 0,19  |
| Totale                 | Totale                    | 162 305 | 100   |                          | 162 305 | 100   |
|                        |                           |         |       |                          |         |       |
| Voti non validi        | Voti non validi           | 4 878   | 2,92  |                          |         |       |
| Votanti                | Votanti                   | 167 183 | 75,50 |                          |         |       |
| Elettori               | Elettori                  | 221 440 |       |                          |         |       |